# 天高
天高是中国古代星官名之一，属二十八宿西方七宿的毕宿，位于现代星座的金牛座，含有4颗星。《宋史·天文志》的有关记载为：
天高四星，在坐旗西。
清代钦天监所编《仪象考成》，天高增加了4星。

## 所含恒星及对应西方名称[1]
| 天高一   | ι Tau   |
| 天高二   | i Tau   |
| 天高三   | 107 Tau |
| 天高四   | n Tau   |
|          |         |
| 天高增一 | m Tau   |
| 天高增二 | l Tau   |
| 天高增三 | 105 Tau |
| 天高增四 | 114 Tau |